# شیملئو سیلوانیه
شهر شیملئو سیلوانیه (به رومانیایی: Şimleu Silvaniei) در شهرستان سلژ در کشور رومانی واقع شده‌است. جمعیت این شهر ۱۷٬۰۵۳ نفر  است.

## نگارخانه

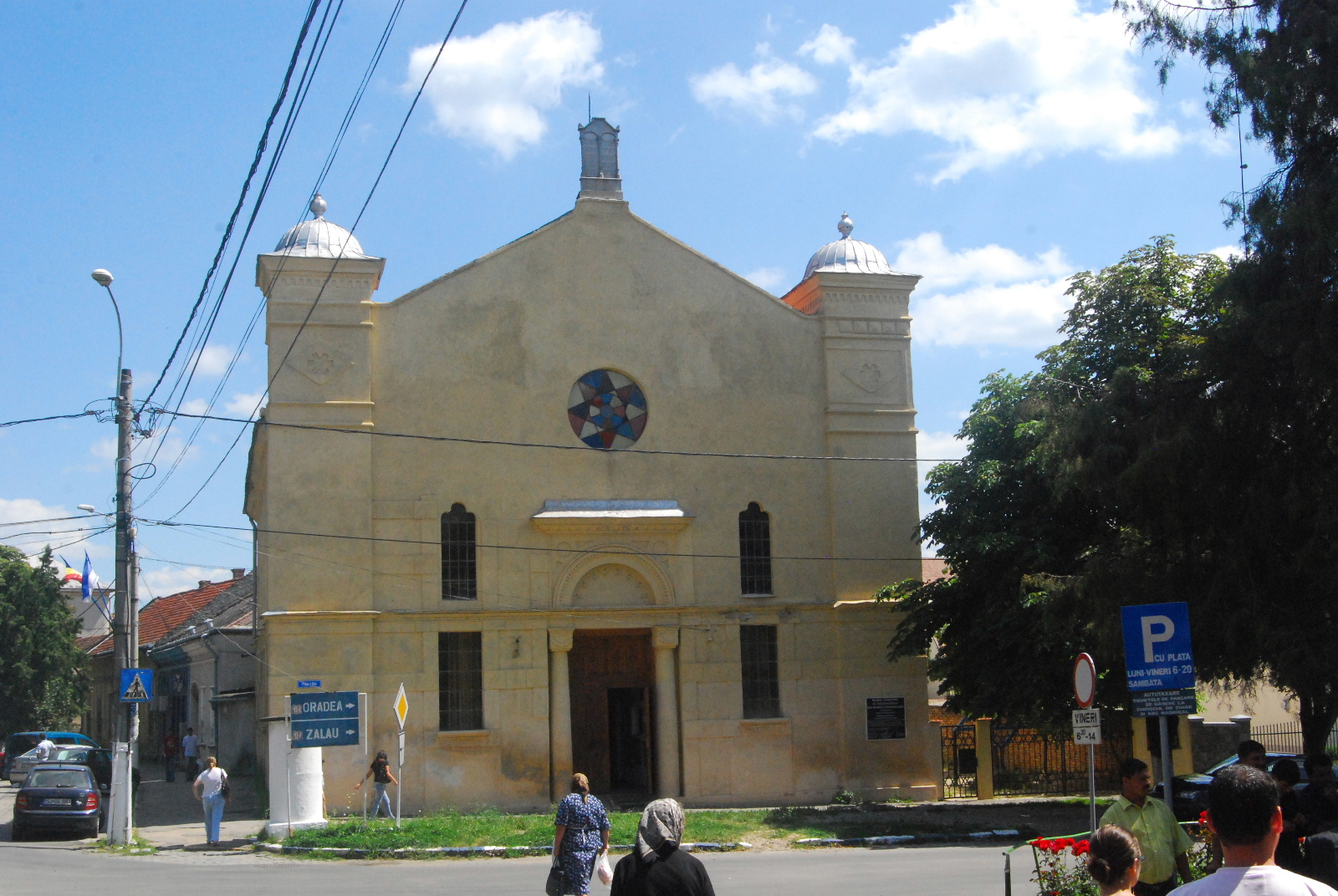
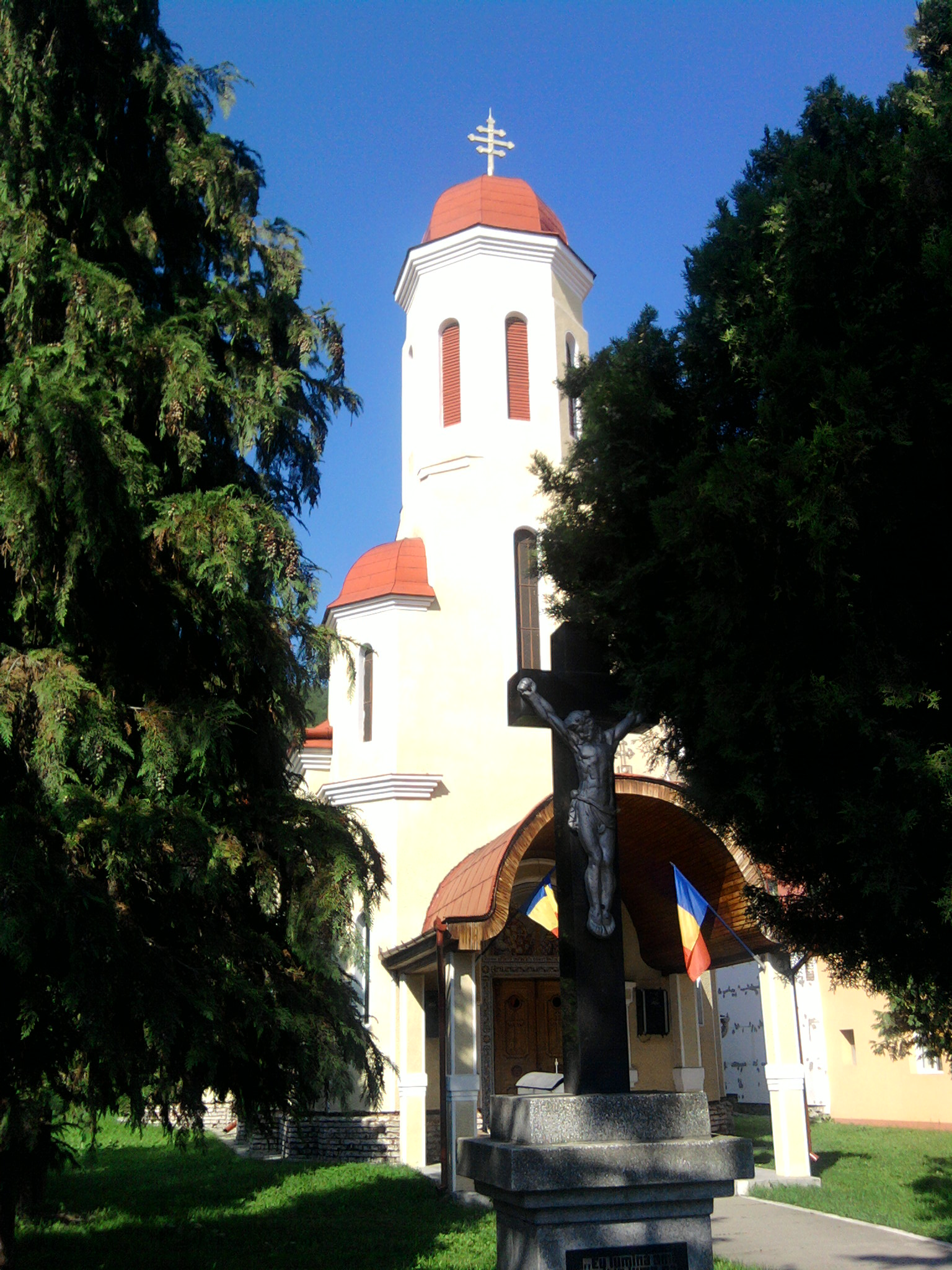
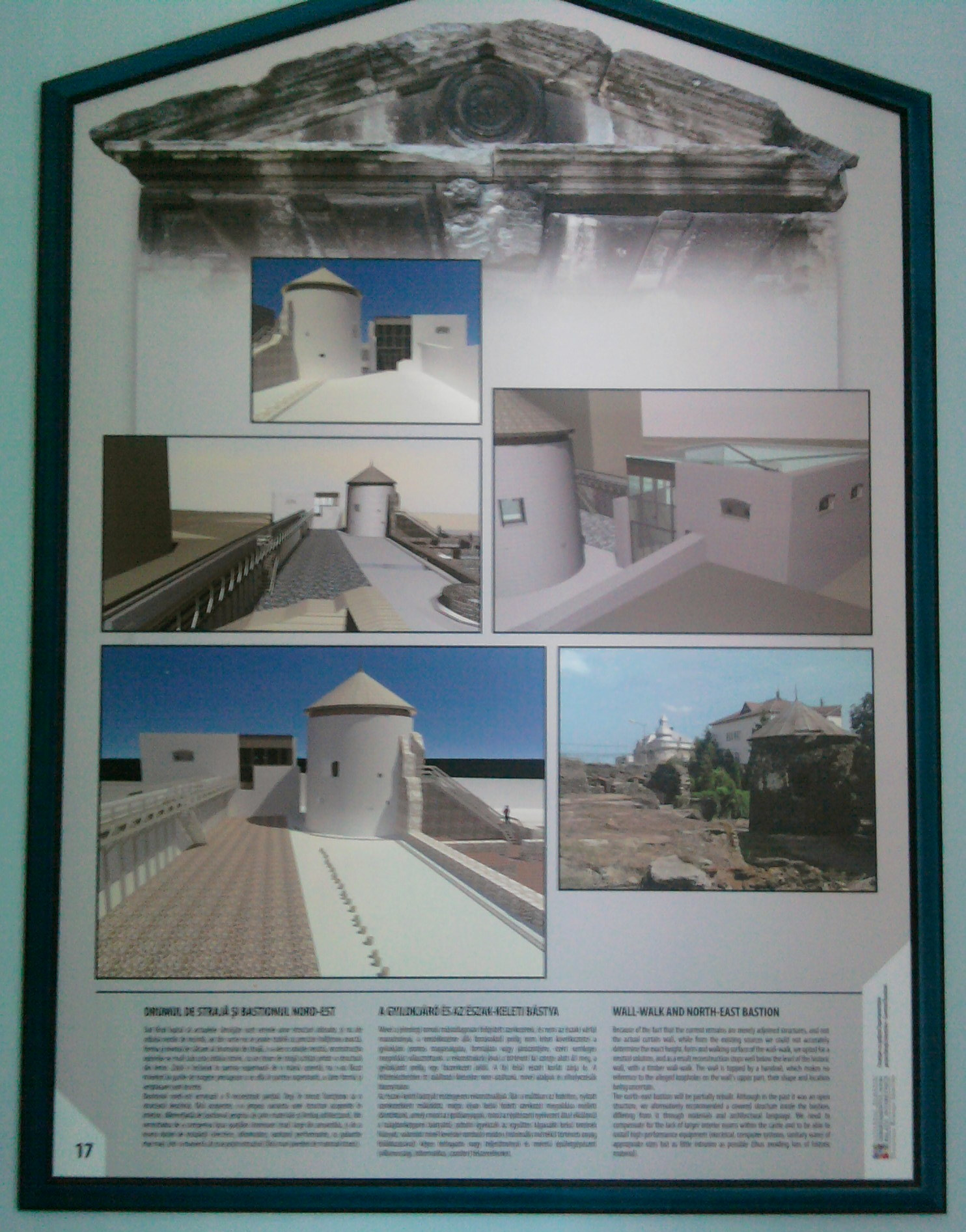
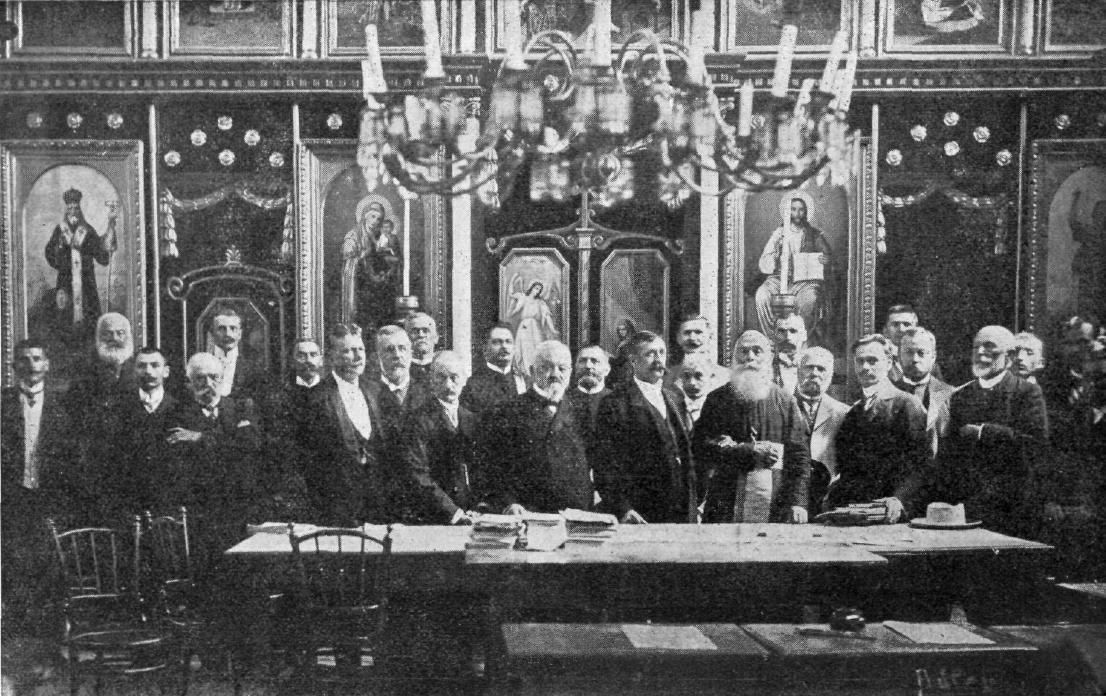
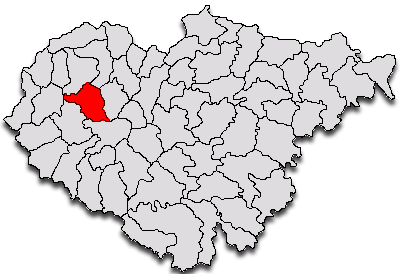
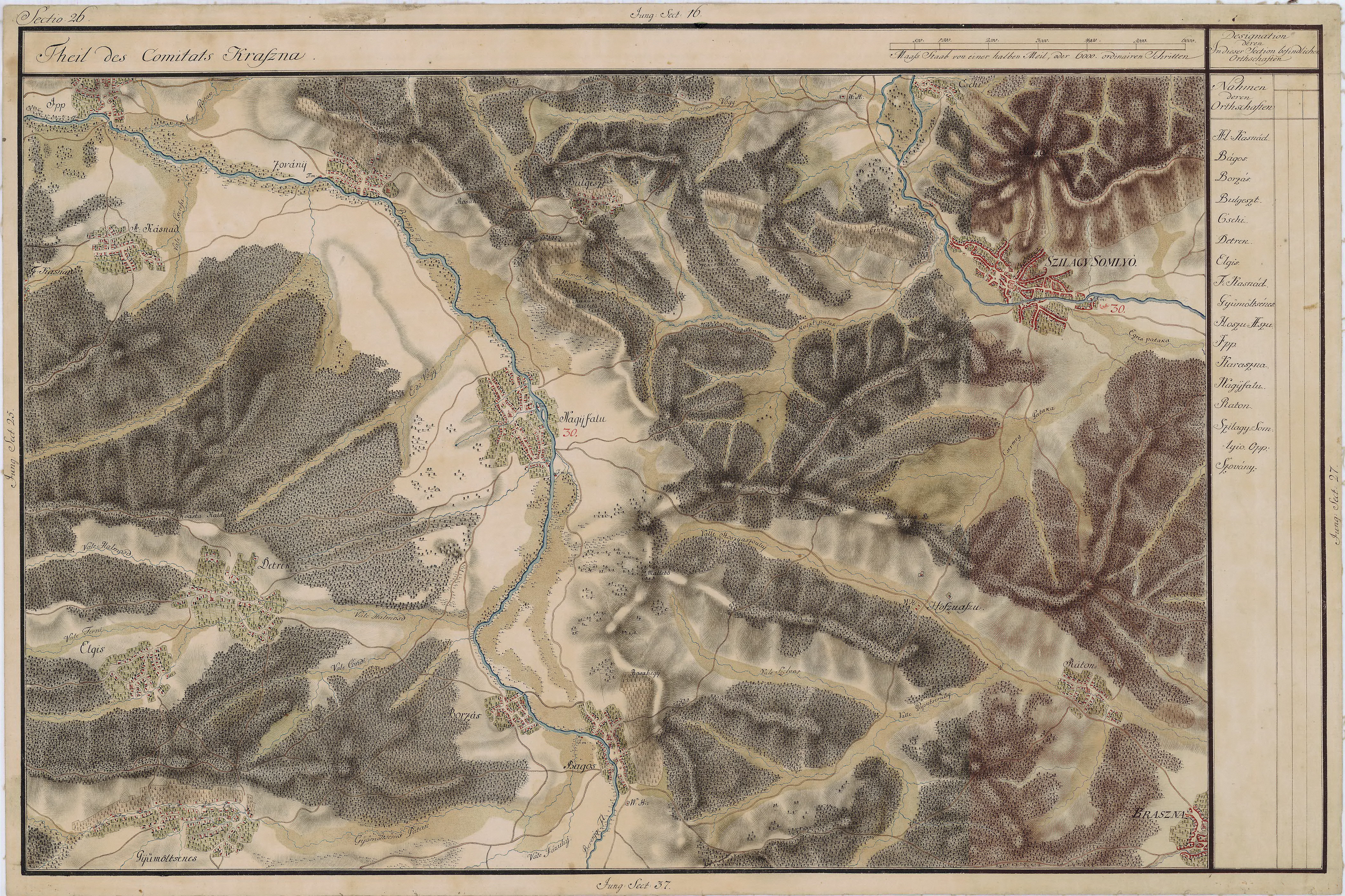
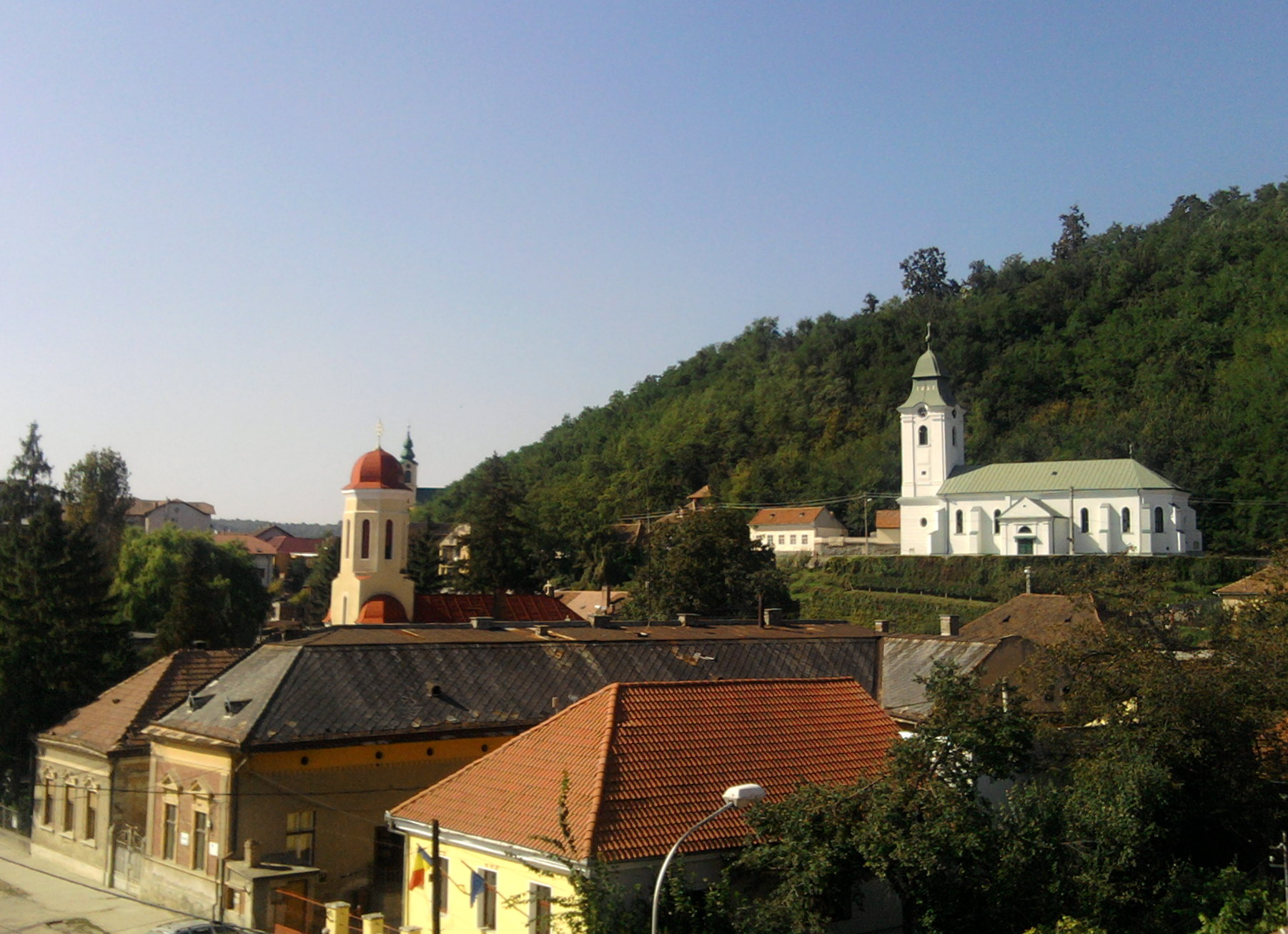
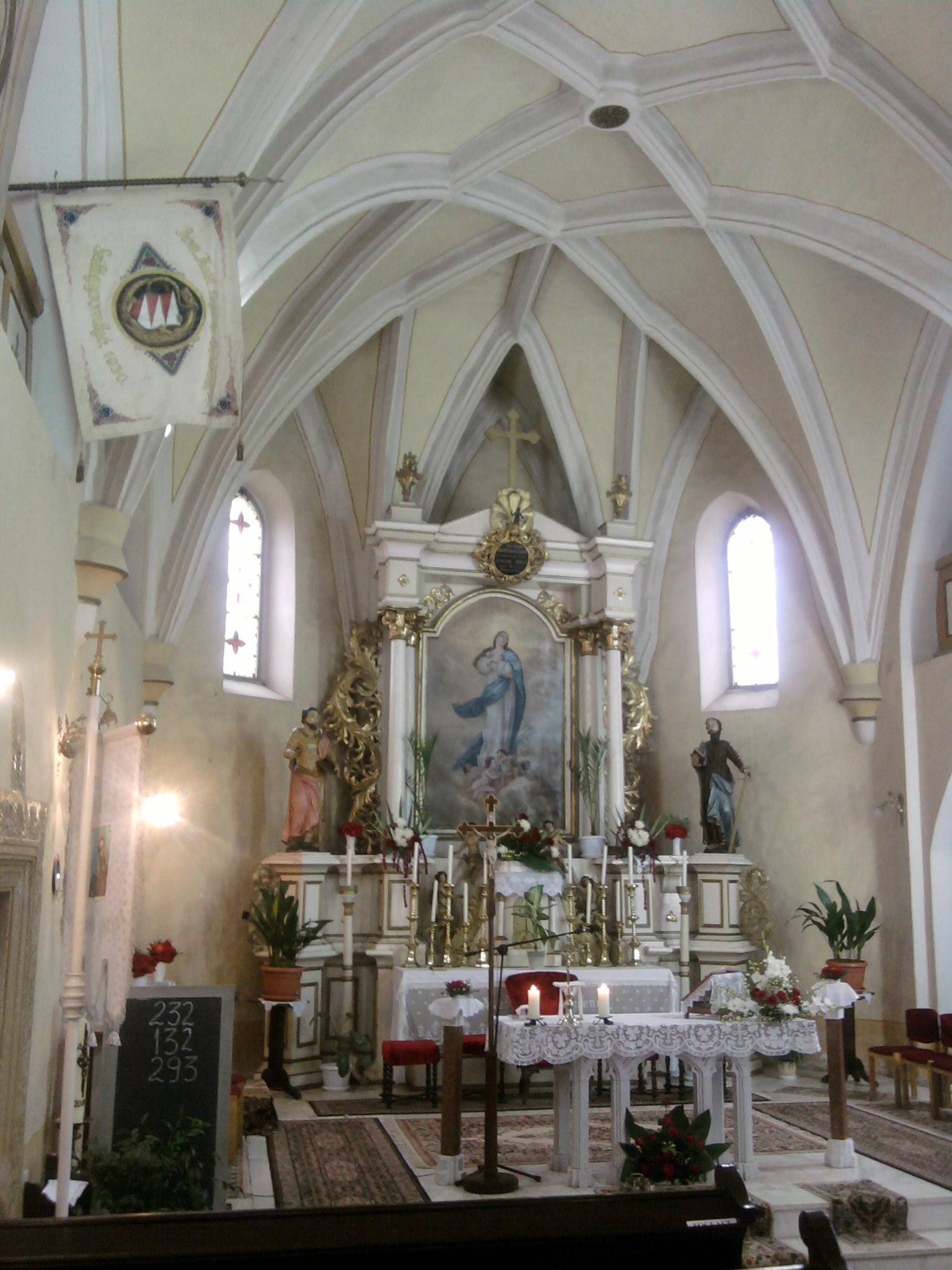
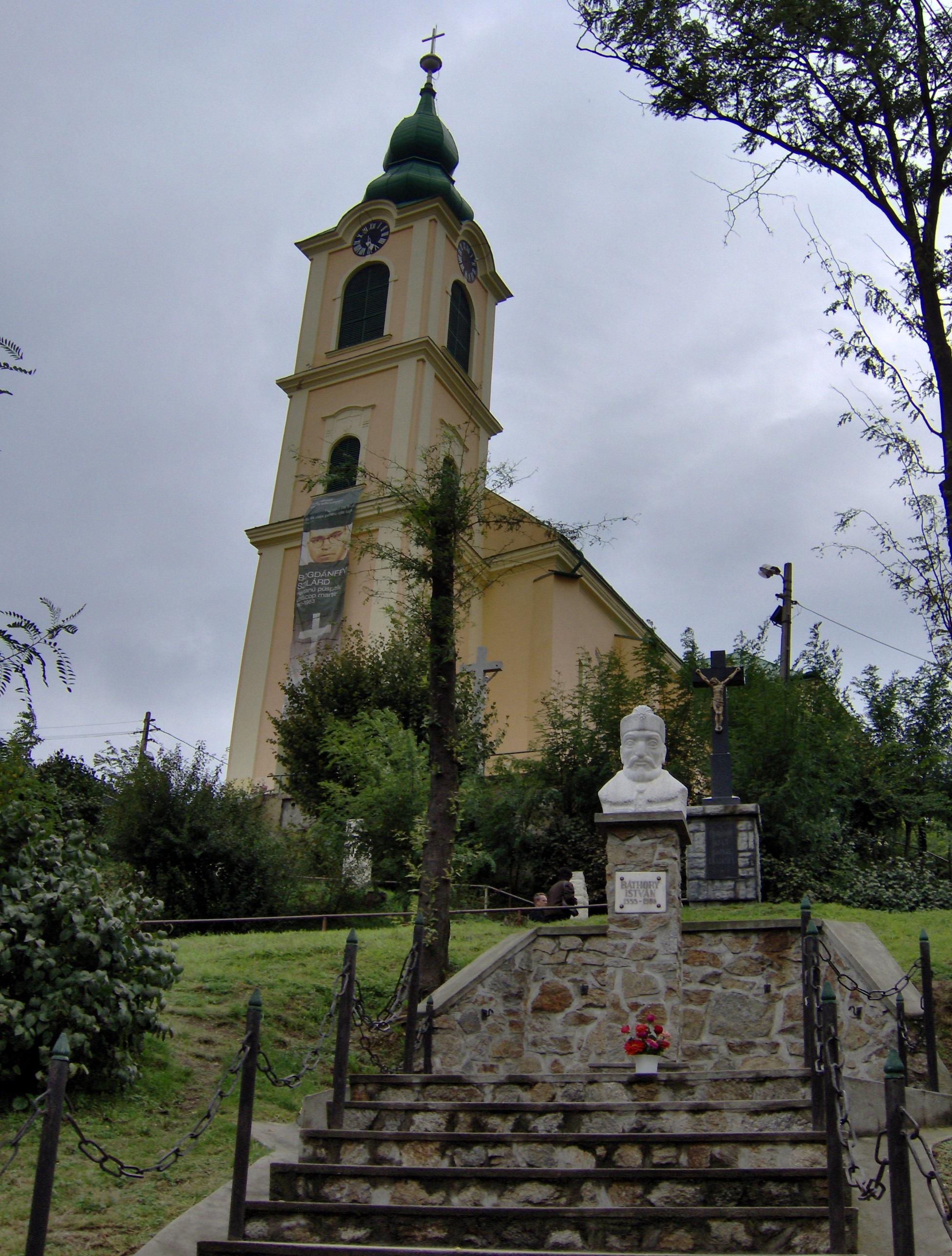
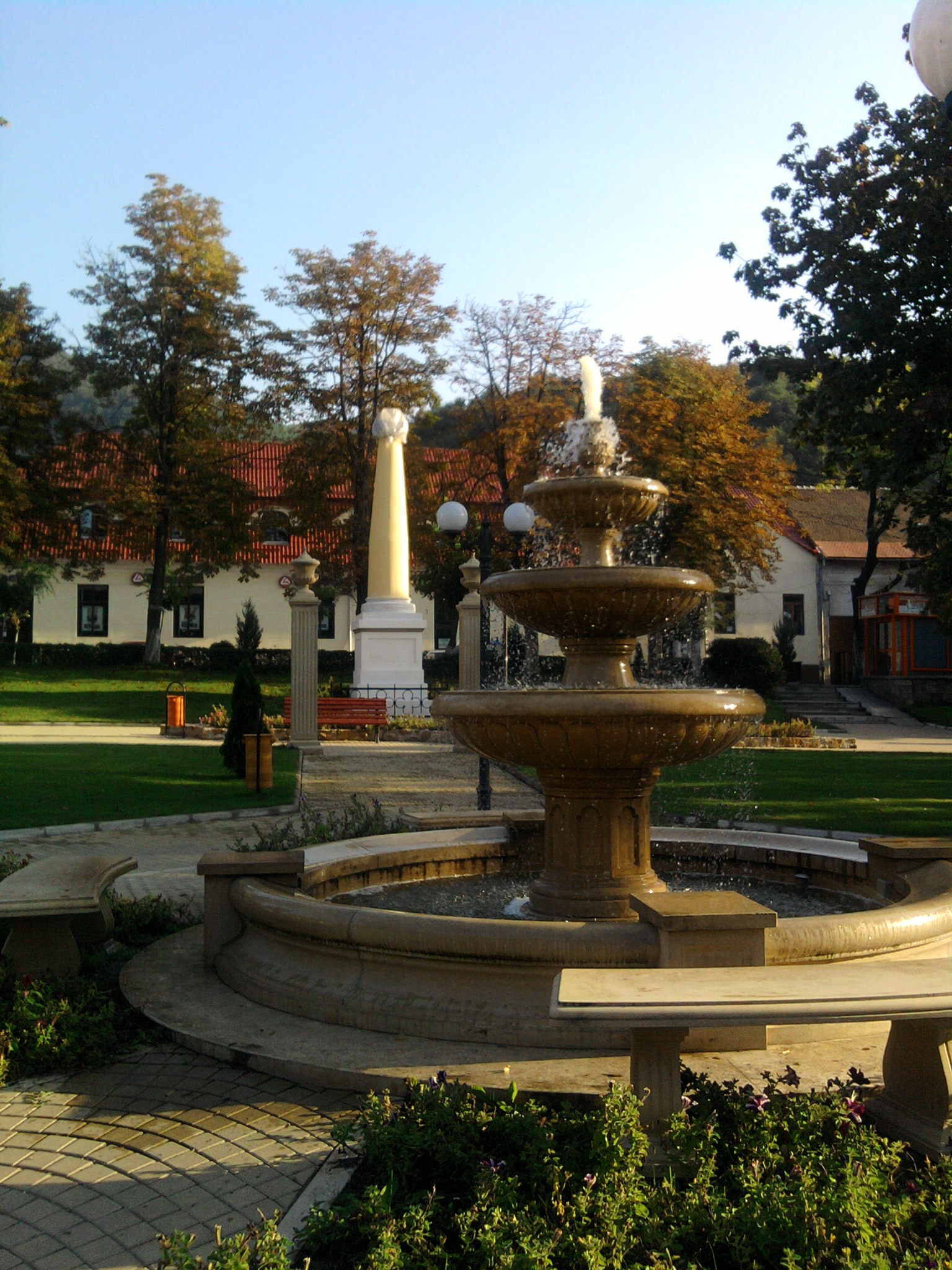
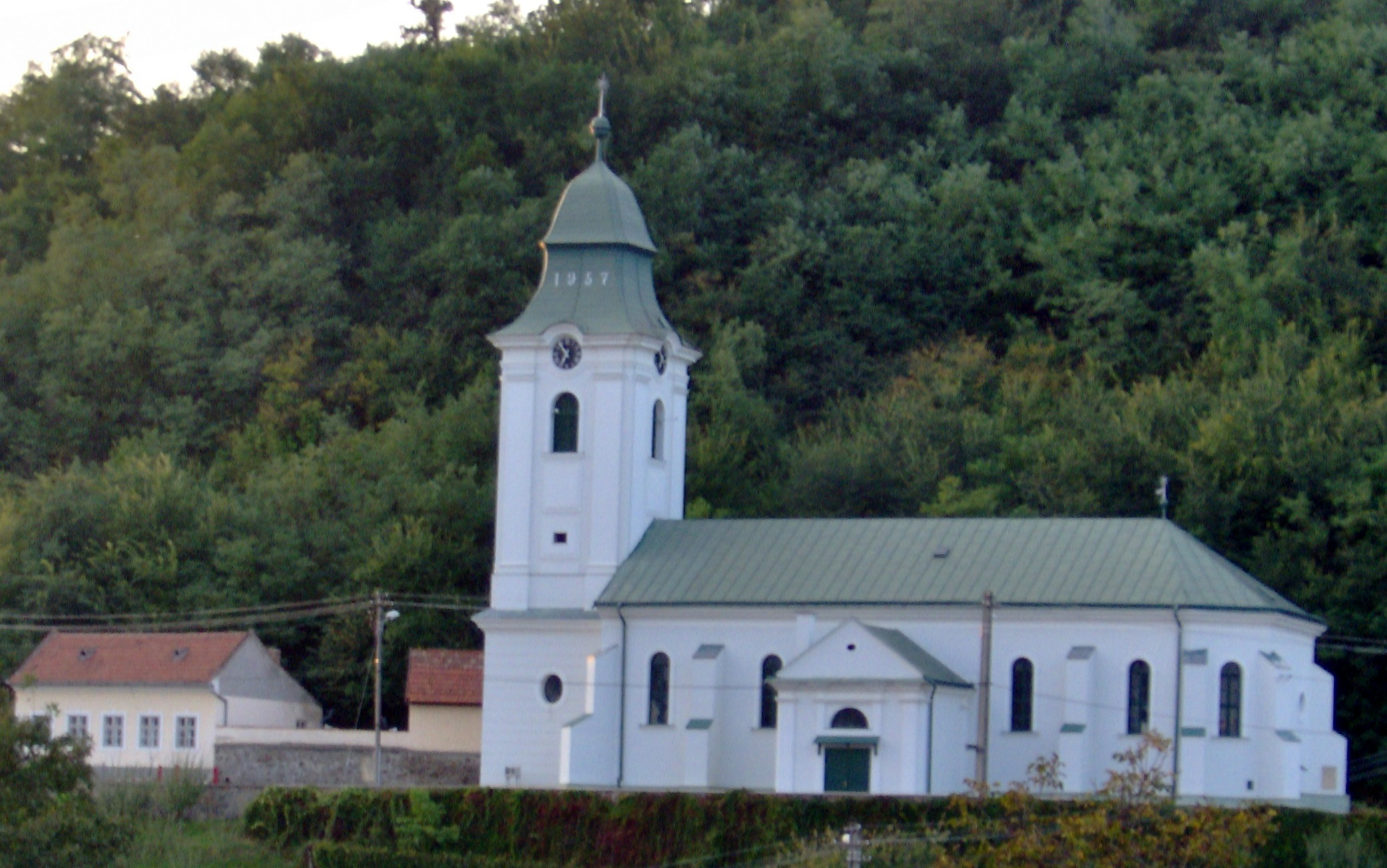
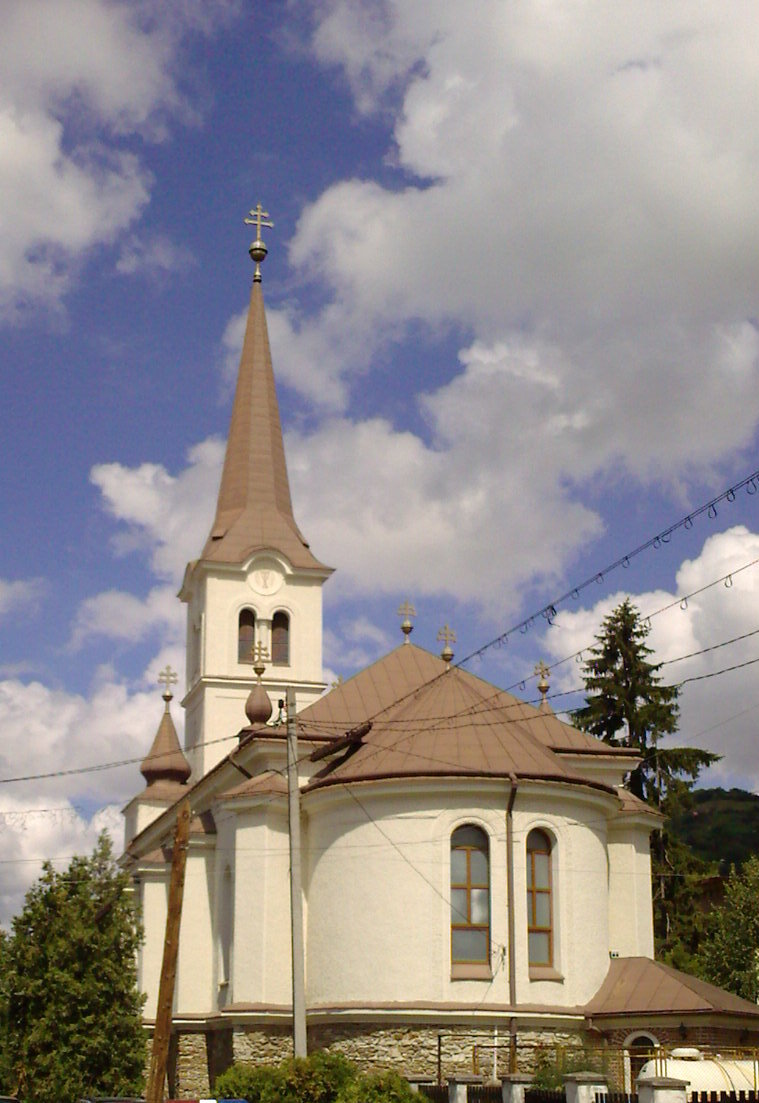